# HMS Hibernia (1905)
La HMS Hibernia fu una corazzata pre-dreadnought della classe King Edward VII costruita per la Royal Navy. Come le altre navi della classe (tranne la HMS King Edward VII) ebbe il nome di una regione importante dell'Impero Britannico, Hibernia è infatti il nome latino per l'Irlanda. Entrò in servizio nel 1907 e servì come ammiraglia per i contrammiragli prima dell'Atlantic Fleet e poi della Channel Fleet. Quando quest'ultima fu riorganizzata come Home Fleet, la nave fu basata al Nore.
Nel 1912 l'Hibernia ospitò delle prove dell'aviazione navale con l'aggiunta di una pista rimovibile sul castello di prora. All'inizio del maggio 1912 da questa pista si alzò il primo aereo decollato da imbarcazione in movimento. Nello stesso anno, dopo l'esperimento dell'aviazione, questa e le sue gemelle furono riunite per formare il 3rd Battle Squadron. La squadra fu assegnata alla Grand Fleet dopo l'inizio della prima guerra mondiale, dove servì  nella Northern Patrol. Nel 1915 fu in supporto della campagna dei Dardanelli e diede copertura all'evacuazione della penisola di Gallipoli. Al ritorno nel Regno Unito fu nuovamente assegnata alla Grand Fleet prima di essere trasferita al comando del Nore, nel maggio 1916, per fungere da nave caserma. Fu radiata nel 1919 e demolita nel 1922.

## Caratteristiche tecniche
La HMS Hibernia fu impostata presso l'arsenale reale di Devonport il 6 gennaio 1904, varata il 17 giugno 1905 e completata nel dicembre 1905. Fu l'ultima delle otto corazzate classe King Edward VII a essere completata.
Anche se l'Hibernia e le sue sette navi gemelle erano dirette discendenti della classe Majestic, furono però le prime navi a essere significativamente diverse da esse, con circa 1000 ton in più di dislocamento e per la prima volta 4 cannoni da 234 mm come armamento intermedio oltre ai tradizionali cannoni da 152 mm. I cannoni da 234 mm erano a tiro rapido come i 152 mm ma il proiettile più pesante ne faceva un'arma formidabile per gli standard dell'epoca. Furono adottati a causa del pensiero che le corazzate inglesi fossero sottoarmate per il loro dislocamento e incominciassero a essere sottoarmate anche nei confronti di navi straniere che avevano cominciato a montare cannoni da 203 mm nelle batterie intermedie.
I quattro cannoni da 234 mm erano montati in torrette singole a prua dell'albero di maestra e di trinchetto; potevano quindi essere utilizzati in coppia per ogni bordata. Anche così, l'Hibernia e le sue gemelle furono criticate per non avere una batteria secondaria uniforme da 234 mm, idea considerata ma poi accantonata a causa del lungo tempo che sarebbe servito per progettare una nave così radicalmente diversa. Alla fine si rivelò impossibile distinguere gli impatti dei colpi da 234 e da 152 mm rendendo difficile il controllo del tiro per entrambi i calibri, anche se le direzioni di tiro dell'Hibernia erano su piattaforme sugli alberi di maestra e trinchetto invece delle tradizionali coffe di combattimento come nelle precedenti classi.
Come tutte le navi britanniche a partire dalla classe Majestic, le King Edward VII avevano quattro cannoni da 305 mm in due torrette binate (una a prora e una a poppa), anche se le ultime tre della classe montarono cannoni mark X, un miglioramento dei precedenti mark IX montati sulle prime cinque King Edward VII. I cannoni da 152 mm montati in casematte furono abbandonati nell'Hibernia e nelle sue gemelle in favore di una batteria centrale a centronave protetta da muri corazzati da 178 mm. Nelle altre parti la corazzatura dell'Hibernia era pressoché come quella delle corazzate classe Formidable anche se c'erano varie differenze di dettagli.
L'Hibernia e le sue gemelle furono le prime navi britanniche con timoni compensati dagli anni 70 del 1800, rendendole molto manovrabili, con un cerchio evolutivo di 311 m di diametro a 15 nodi. Erano però difficili da condurre in linea retta e questa caratteristica portò al soprannome di "the Wobbly Eight" (le traballanti otto) durante il loro servizio nella Grand Fleet tra il 1914 e il 1916. Avevano un rollio leggermente più rapido delle precedenti corazzate britanniche ma erano comunque buone piattaforme per i cannoni, anche se molto bagnate col brutto tempo.
Propulsa principalmente a carbone, l'Hibernia ebbe installati durante la costruzione, per la prima volta su di una corazzata, spruzzatori per la nafta, come anche le sue gemelle, con l'esclusione dell'HMS New Zealand. Questo permetteva alla pressione del vapore di salire rapidamente, migliorando l'accelerazione delle navi. Tra le otto navi ci furono quattro diverse disposizioni delle caldaie per scopi comparativi. L'Hibernia ebbe 12 caldaie a tubi d'acqua Babcock & Wilcox e tre cilindriche, che le permisero di superare la velocità di progetto durante le prove in mare.
L'Hibernia era una nave potente quando fu progettata e raggiunse completamente gli obiettivi di progetto. Purtroppo però gli anni del suo progetto e costruzione furono tempi di grandissimi miglioramenti nell'artiglieria navale, nel controllo del tiro e nella propulsione. Si unì alla flotta all'inizio del 1907 ma era già obsoleta a causa dell'entrata in servizio della rivoluzionaria corazzata HMS Dreadnought alla fine del 1906, e un vasto numero di nuove corazzate monocalibro entrarono in servizio negli anni seguenti. Nel 1914 l'Hibernia  e le sue gemelle di classe erano, come tutte le pre-dreadnought, così sorpassate da essere utilizzate tra il 1914 e il 1916 dalla Grand Fleet per navigare in testa alle formazioni di corazzate più moderne per proteggerle da eventuali mine, localizzandole o colpendole per prime.

## Servizio
La HMS Hibernia entrò in servizio il 2 gennaio 1907 presso l'arsenale di Devonport come ammiraglia del retroammiraglio dell'Atlantic Fleet. Fu trasferita alla Channel Fleet per servire di nuovo come retroammiraglia il 27 febbraio 1907. In questo periodo William Boyle, XII conte di Cork, era l'ufficiale esecutivo. Nel gennaio 1909 divenne ammiraglia per il viceammiraglio comandante. Con la riorganizzazione della flotta nel 24 marzo 1909 la Channel Fleet divenne la seconda divisione della Home Fleet. Il 14 luglio 1910 fu speronata dalla chiatta Loch Trool, subito dopo che la Loch Trool era entrata in collisione con la corazzata Britannia, ma non soffrì danni degni di nota. Nel gennaio 1912 la corazzata Orion prese il suo posto nella seconda divisione e fu quindi ridotta al personale minimo necessario all'interno della terza divisione basata al Nore.
Nel gennaio 1912, a Sheerness, incominciarono esperimenti aeronautici a bordo della corazzata Africa, tra cui il primo decollo britannico da una nave da parte del capitano di fregata Charles Samson sul suo biplano Short S.27. L'Africa, nel maggio 1912, trasferì all'Hibernia l'equipaggiamento di volo, inclusa una pista costruita sul castello di prora sopra alle torrette da 305 mm, sulla quale si svolsero ulteriori esperimenti. Tra questi ci fu il primo decollo con nave in movimento, ai comandi c'era sempre il capitano Samson, mentre l'Hibernia navigava a una velocità di 10,5 nodi durante la rivista della flotta nella baia di Weymouth nei primi giorni del maggio 1912. Durante la rivista della flotta il re Giorgio V assistette a numerosi voli presso Portland in un periodo di quattro giorni. L'Hibernia trasferì quindi l'equipaggiamento per il volo alla corazzata London. Sulla base di questi esperimenti la Royal Navy concluse che gli aerei erano utili sulle navi per individuare il nemico e aiutare la direzione del tiro, ma il fatto che la pista costituisse un intralcio all'uso dei cannoni e che il recupero in mare degli aerei risultasse pericoloso e poco pratico se il mare non era calmo riduceva la comodità di avere aerei a bordo. Comunque, l'aviazione imbarcata era così apparsa nella Royal Navy e per il 1917 sarebbe diventata parte integrante delle operazioni di flotta.
Durante la riorganizzazione della flotta del maggio 1912 l'Hibernia e le sue sette gemelle furono assegnate al 3rd Battle Squadron della Home Fleet. L'Hibernia ritornò in pieno servizio il 14 maggio 1912 come seconda ammiraglia del retroammiraglio della squadra. La squadra fu distaccata nel Mediterraneo nel novembre 1912 a causa della prima guerra dei Balcani (ottobre 1912 – maggio 1913). Arrivò a Malta il 27 novembre 1912 e subito dopo partecipò al blocco navale del Montenegro e all'occupazione di Scutari. La squadra ritornò nel Regno Unito nel 1913 e si riunì alla Home Fleet il 27 giugno.

### Prima guerra mondiale
Allo scoppio della prima guerra mondiale il 3rd Battle Squadron fu assegnato alla Grand Fleet con base a Rosyth. Fu usato complementarmente agli incrociatori della flotta per la Northern Patrol e l'Hibernia continuò a essere la seconda ammiraglia della squadra. Il 2 novembre 1914 la squadra fu distaccata per rinforzare la Channel Fleet e fu trasferita nuovamente a Portland. Ritornò alla Grand Fleet il 13 novembre 1914.
L'Hibernia servì nella Grand Fleet fino al novembre 1915. Durante le sortite della flotta, la nave e le sue gemelle spesso navigavano in testa a divisioni di corazzate monocalibro per proteggerle avvistando o colpendo per prime eventuali mine.
Nel novembre 1915 una divisione del 3rd Battle Squadron, costituita dall'Hibernia (ammiraglia del comandante di divisione, il retroammiraglio Sydney Fremantle) e dalle corazzate Zealandia, Russell e Albemarle, fu distaccata in servizio per la campagna di Gallipoli. Le navi partirono da Scapa Flow il 6 novembre 1915. La Albemarle soffrì gravi danni durante una tempesta durante la prima notte di viaggio e dovette ritornare per essere riparata, assistita dalla Hibernia e dalla Zealandia. Le tre navi rimaste si misero velocemente in viaggio e raggiunsero i Dardanelli il 14 dicembre 1915. L'Hibernia rimase in riserva a Kephalo e coprì l'evacuazione delle spiagge V e W presso Capo Helles tra l'8 e il 9 gennaio 1916. Tra chi servì in questo periodo sulla nave ci fu Augustus Agar, in seguito decorato con la Victoria Cross e famoso per le vittorie contro i bolscevichi e per il comando dell'incrociatore pesante Dorsetshire nella seconda guerra mondiale. Nel gennaio 1916 fu basata a Milo, in Grecia, per poter eventualmente coprire un'evacuazione delle forze francesi a Salonicco. Prima della fine di gennaio la Russell la sostituì nel ruolo di ammiraglia di divisione e l'Hibernia tornò così nel Regno Unito, essendo stata riassegnata alla Grand Fleet al suo arrivo all'arsenale di Devonport il 5 febbraio 1916. Fu raddobbata tra febbraio e marzo prima di riunirsi alla flotta.
Il 29 aprile 1916 il 3rd Battle Squadron fu nuovamente spostato a Sheerness e il 3 maggio 1916 fu diviso dalla Grand Fleet dato che fu trasferito al comando del Nore. L'Hibernia rimase con la squadra fino all'ottobre 1917. Nello stesso anno i dieci cannoni da 152 mm dell'Hibernia furono rimossi dalle loro casematte perché venivano sommersi con mare grosso e furono rimpiazzati con quattro cannoni dello stesso calibro montati sul ponte protetto superiore.

### Attività ausiliarie
Nell'ottobre 1917 l'Hibernia lasciò il 3rd Battle Squadron e fu posta in disarmo nella riserva del Nore presso l'arsenale di Chatham, dove servì come caserma aggiuntiva.
Nel settembre 1918 il comandante in capo della Grand Fleet, l'ammiraglio David Beatty, richiese un grosso bersaglio per permettere alle corazzate della sua flotta di praticare addestramenti di tiro realistici, dato che le sue navi avevano visto poca azione dalla battaglia dello Jutland nel 1916. La nave avrebbe dovuto installare una guida radiocomandata e subire altre modifiche per poter assumere il ruolo di nave bersaglio ma alla fine le fu preferita la corazzata pre-dreadnought HMS Agamemnon.

## Radiazione
Nel luglio 1919 l'Hibernia fu posta nella lista di vendita a Chatham e l'8 novembre 1921 fu venduta per la demolizione alla Stanlee Shipbreaking Company di Dover. Fu rivenduta alla Slough Trading Company nel 1922 e nuovamente riveduta a demolitori tedeschi che la trainarono in Germania nel 1922.